# 河口荘
河口荘（かわぐちのしょう）とは、平安時代末から戦国時代まで存在した越前国坂井郡の荘園。主に興福寺大乗院門跡が支配していた。

## 概要
名前の由来は荘園が『和名抄』の坂井郡川口郷にあったため。本庄郷・新郷・王見（大味）郷・兵庫郷・大口郷・新庄郷・関郷・溝江郷・荒居郷・細呂宜郷の十郷で構成されている。中世を通じて興福寺大乗院門跡の支配下にあり、同じく興福寺大乗院領であった越前国坪江荘と共に北国荘園と呼ばれた。
坪江荘と合わせて、興福寺大乗院門跡を支える最大規模の荘園であった。室町時代、大乗院門跡が管轄した毎日不退一切経（春日社で行われた、百人の僧が勤仕し国土安穏などを祈り、一切経を読んだ大規模行事）の費用は河口荘から拠出されている。また、室町時代に大乗院門跡や興福寺別当を務めた経覚は、自ら河口荘細呂宜郷西北部（下方）の収納情報を記録するなど(「細呂宜郷下方引付」として残る)、河口荘の所領を重要視していたことが指摘されている。
荘園の支配機構の最上位は門跡が就く検校であり、その下には給主と奉行がいた。さらに給主の下には、現地の実務を担当した職人（しきにん）と呼ばれる政所・公文という役職があった。現地の支配方法としては、興福寺が直接寺官を派遣した直務方式と、幕府や守護の有力者や国人に請け負わせる方式があった。
年貢・公事としては、米や代銭の他に絹や綿、苧といった麻類、その他に糒（米を蒸して乾燥させたもの）、油などが収められた。

## 歴史
河口荘は興福寺大乗院門跡が主に支配していたため、本節では興福寺と河口荘の関係の沿革を述べる。

### 平安末期から鎌倉時代まで
本荘園は、康和年間（1099年 - 1104年）に白河上皇が一切経転読の料所として春日社へ寄進したことから始まる。春日社へ寄進された背景としては、当地が春日社を崇敬していた藤原利仁の一族によって開発されてきたからとされる。荘園の管理者である検校には大乗院本願法印隆禅が補任された。その後、河口荘の支配は一切経検校職に付随するものになった。
13世紀初めまでは、一切経検校職は興福寺内の特定の院家（大寺院内に属する小寺院）などに相承されるものではなかった。しかし、後鳥羽上皇の時代に雅縁僧正が平家の南都焼き討ちの再興を果たしたことにより、検校職に任じられたことで状況が変わる。この時に雅縁は、同職の相伝も認められた。
雅縁以後、検校職は一乗院や大乗院、一乗院に近い立場であった東北院などの門跡や院家を行き来し、興福寺内の争いの火種となった。鎌倉時代の永仁年間、興福寺内の大乗院と一乗院が抗争を起こした際には、勅裁によって河口荘の支配権が大乗院から東北院に移された。大乗院方はこの処置に反発し、合戦に及んでいる。東北院との争いは弘安8年（1285年）に決着し、その後は大乗院による相伝が確定することとなった。
なお、寛喜元年（1229年）には守護使の入部が停止されている。

### 南北朝時代
南北朝時代に入ると、現地の荘園で、武家による押領が頻繁に発生するようになる。さらに観応の擾乱が発生した後はさらに激しくなった。文和3年（1354年）5月には、大乗院門跡孝覚が足利義詮に、河口荘と坪江荘を寺家へ確実に引き渡すよう求めている。
特に越前国の守護となった斯波高経は河口荘を押領し家臣に宛て行ったとされる。ただし、実際には高経の越前国支配は間接的であり、現地で押領行為を行っていたのは、この時期から河口荘に進出していた斯波氏被官の朝倉氏であった。
朝倉氏の押領について、大乗院門跡は幕府や斯波高経へ訴えるも効果がなかった。貞治3年（1364年）12月には、興福寺の衆徒らが春日神木を担いで強訴を行っている。この時の強訴の目的は多々あったが、主な要因としては斯波高経やその被官朝倉氏による河口荘・坪江荘などの押領にあった。その後、高経は没落し越前国守護は畠山義深に移った。しかし、河口荘の押領の当人である朝倉宗祐は幕府に帰順し、その後も河口荘の支配に関与していった。

### 室町時代
室町時代においても、河口荘は大乗院門跡の経済的基盤であった。例えば、門跡であった尋尊などは、興福寺や春日社の祭礼時に門主負担の費用が生じた場合、河口荘へ段銭を賦課し調達している。ただし、15世紀には河口荘に対する大乗院の直接支配は縮小しており、大乗院の直務支配は十郷のうち兵庫郷のみに行われていた。その他の諸郷は、現地代官である職人と呼ばれた政所・公文職が支配しており、室町幕府の有力者や在地の武士、斯波氏被官の甲斐氏などが興福寺への年貢納入などを請け負っていた。
さらに15世紀中ごろに入ると、越前国の守護斯波氏の内紛に関わる守護代甲斐氏と有力国人堀江氏による紛争、加えて守護斯波氏と守護代甲斐氏の争いにより越前国の大乗院領は荒廃、関郷と王見郷は甲斐氏が押領し、その他は職人が没落し無主になるなど、それまでの支配体制が崩壊する。この内紛により、大乗院による河口荘の荘園支配は、有力守護被官らにより占有される状態となった。
長禄3年（1459年）8月に甲斐常治が没した後は、朝倉氏が越前国で影響力を持った。そのため、寛正2年（1461年）に大乗院尋尊は現地の百姓や興福寺内の反対を押し切り、朝倉孝景に河口荘の段銭徴収を請け負わせた。その後、朝倉氏の越前支配が進展するにつれて、大乗院は河口荘の支配（具体的には年貢の納入）を朝倉氏へ依存していくこととなる。
その他に、大乗院は幕府の有力者（大館教氏や熊谷持直）による代官請も行っていた。しかし、彼らは大乗院へ年貢や公事を納めることができず失敗に終わっている。その背景にも、守護勢力による所領の押領があった。
また、長禄4年（1460年）から寛正2年までの飢饉では、河口荘内で餓死者が九千二百六十八人、逐電者が七百五十七人になったと記録されている。

### 戦国時代
朝倉氏は天正元年（1573年）に滅亡する。朝倉滅亡後、河口荘は一向一揆勢が支配するようになった。朝倉滅亡後も大乗院は荘園の回復を求めており、天正3年8月には、当時の門跡尋憲が織田信長に河口荘・坪江荘の支配の回復を訴え失敗している。そもそも、朝倉氏は河口荘などへの大乗院の領主権は認めており、戦国時代に入っても河口荘から大乗院への収入は継続していた。そのため諸研究では、朝倉氏の滅亡により大乗院の支配が完全に回復しえなくなったことで、荘園としての河口荘は終焉したと見なしている。